# 阿歷山大·索洛夫
亚历山大·瑟尔洛特（挪威語：Alexander Sørloth；1995年12月5日—）是挪威的職業足球運動員，司職前鋒，现效力于西甲俱乐部马德里竞技，挪威國家足球隊成員。

## 榮譽

### 球會
米迪蘭特
- 丹麥足球超級聯賽冠軍 : 2017–18

特拉布宗
- 土耳其盃冠軍 : 2019–20

### 個人
- 土耳其超級足球聯賽神射手: 2019–20 (24球)

## 外部連結
- .   [22 April 2015]. （原始内容存档于30 March 2015） （挪威语）.
- Soccerway資料庫：阿歷山大·索洛夫